# Телехани
Телеха́ни (біл. Целяханы) — селище міського типу в Івацевицькому районі Берестейської області Білорусі на Огінському каналі, на автодорозі Івацевичі — Пінськ. Розташоване за 45 км на південний схід від Івацевичів, за 181 км від Берестя.

## Назва
За однією місцевою легендою назва походить від імені татарського хана Теле, за іншою — від поєднання слів: «Тіло хана». Нібито ще в період навали татар, розбитих у цих лісах і болотах, загинув хан, похований під Лисій горою — могильними курганів, насипанним татарами. Легенда має коріння з більш давніх часів і відноситься до імені Атілли-хана унів (гунів). Могила Атілли хана в золотій труні з незліченною кількістю золота і дала назву болоту і ставці серед болота на гірці-Атілли хана. На місці урочища поруч з болотом з часом виникло поселення з аналогічною назвою. Як відомо ставка Атілли була розташована серед непрохідних боліт. Такими є болота навколо Телехани.

## Географія
Розташоване над Огинським каналом, за 181 км на північний схід від Берестя.

### Клімат
Клімат у населеному пункті вологий континентальний («Dfb» за класифікацією кліматів Кеппена). Опадів 610 мм на рік. Найменша кількість опадів спостерігається в лютому й сягає у середньому 27 мм. Найбільша кількість опадів випадає в червні — близько 84 мм. Різниця в опадах між сухими та вологими місяцями становить 57 мм. Пересічна температура січня — -5,7 °C, липня — 18,0 °C. Річна амплітуда температур становить 23,7 °C.
| Клімат                            | Клімат | Клімат | Клімат | Клімат | Клімат | Клімат | Клімат | Клімат | Клімат | Клімат | Клімат | Клімат | Клімат |
| Показник                          | Січ.   | Лют.   | Бер.   | Квіт.  | Трав.  | Черв.  | Лип.   | Серп.  | Вер.   | Жовт.  | Лист.  | Груд.  | Рік    |
| Середній максимум, °C             | −2,7   | −1,3   | 3,5    | 12,1   | 19,0   | 22,3   | 23,4   | 22,8   | 17,9   | 11,5   | 4,5    | −0,1   | 11,1   |
| Середня температура, °C           | −5,7   | −4,5   | −0,2   | 7,2    | 13,4   | 16,9   | 18,0   | 17,4   | 13,0   | 7,6    | 2,1    | −2,7   | 6,9    |
| Середній мінімум, °C              | −8,6   | −7,7   | −3,9   | 2,4    | 7,8    | 11,5   | 12,7   | 12,0   | 8,1    | 3,7    | −0,3   | −5,2   | 2,7    |
| Норма опадів, мм                  | 37     | 27     | 31     | 41     | 56     | 84     | 79     | 65     | 57     | 47     | 43     | 43     | 610    |
| --------------------------------- | ------ | ------ | ------ | ------ | ------ | ------ | ------ | ------ | ------ | ------ | ------ | ------ | ------ |
| Джерело: Climate-Data.org (англ.) |        |        |        |        |        |        |        |        |        |        |        |        |        |

## Історія
Вперше згадується в XVI столітті як власність Дольських, Вишневецьких, Огинських, Пуславських. Входило до складу Берестейського воєводства Великого князівства Литовського.
З XVII століття — містечко, належало князям Дольским Вишневецьким, в XIX століття — Пусловским.
Економічному зростанню містечка сприяло будівництво Огінського каналу. В 1775–1778 Михайло Казимир Огінський заснував тут фаянсову мануфактуру, яка виготовляла декоративні вази, скульптуру малих форм, фризи та обручі для камінів і печей.
У 1779—1830 роках у Телеханах діяла фаянсова мануфактура та гута з 250—400 робітниками.
Після другого поділу Речі Посполитої в 1793 році — в Російській імперії. З 1921 року в складі Польщі з 1939-го — в БРСР.
Під час Другої світової війни нацисти знищили усе єврейське населення містечка.
У 1939—1954 роках було центром Телеханського району Пинської області.
З 1956 року — селище міського типу.

## Населення
За переписом населення Білорусі 2009 року чисельність населення смт становила 4198 осіб.

### Національність
Розподіл населення за рідною національністю за даними перепису 2009 року:
| Національність               | Осіб | Відсоток |
| ---------------------------- | ---- | -------- |
| білоруси                     | 4021 | 95,78 %  |
| росіяни                      | 130  | 3,10 %   |
| українці                     | 26   | 0,62 %   |
| поляки                       | 14   | 0,33 %   |
| національність не вказана    | 2    | 0,05 %   |
| литовці                      | 1    | 0,02 %   |
| грузини                      | 1    | 0,02 %   |
| мордва                       | 1    | 0,02 %   |
| комі-перм'яки                | 1    | 0,02 %   |
| дві та більше національності | 1    | 0,02 %   |
| Разом                        | 4198 | 100 %    |

## Економіка
Республіканське унітарне лісогосподарське підприємство «Телехани» почало працювати з 1944 року і на сьогоднішній день є єдиним підприємством в Білорусі, що випускає лижі. Підприємства лісової і харчової промисловості.